# Erennio Gallo
Erennio Gallo (latino: Herennius Gallus; ... – 70) è stato un generale romano coinvolto nella rivolta batava (69-70).
Legato della prima legione dell'esercito romano del Reno (69), si trovava a Bonna (Bonn) quando i Batavi si ribellarono. Ricevette l'ordine dal suo comandante in capo Ordeonio Flacco di impedire ad alcune coorti di Batavi, che avevano disertato l'esercito romano, di unirsi ai rivoltosi di Giulio Civile. Gallo ricevette l'ordine che annullava l'attacco, ma fu obbligato dai propri soldati ad impegnare i ribelli in battaglia, durante la quale fu sconfitto a causa dei suoi ausiliari belgi.
Dopo che Flacco fu deposto, Gallo venne associato al comando di Dillio Vocula dai soldati, ricevendo la responsabilità del campo di Gelduba. Non mantenne però il favore dei soldati: una prima volta fu salvato solo dall'intervento di Vocula, una seconda fu catturato e poi ucciso da Tullio Valentino e Giulio Tutore (70).

### Fonti primarie
- Tacito, Historiae, iv. 19,20, 26, 27,59,70,77.

### Fonti secondarie
- Smith, William, "Gallus, Herennius", Dictionary of Greek and Roman Biography and Mythology, vol. 2, p. 228